# Estados Unidos en los Juegos Paralímpicos de Seúl 1988
Estados Unidos estuvo representado en los Juegos Paralímpicos de Seúl 1988 por un total de 371 deportistas, 253 hombres y 118 mujeres.

## Medallistas
El equipo paralímpico estadounidense obtuvo las siguientes medallas:
| Nombre | Deporte                       | Evento                                |
| --- | ----------------------------- | ------------------------------------- |
| Oro |                               |                                       |
| Susan Edwards | Atletismo                     | Disco C3 femenino                     |
| Susan Edwards | Atletismo                     | Jabalina C3 femenino                  |
| Susan Edwards | Atletismo                     | Maza C3 femenino                      |
| Susan Edwards | Atletismo                     | Peso C3 femenino                      |
| Laura Schwanger | Atletismo                     | Disco 3 femenino                      |
| Laura Schwanger | Atletismo                     | Jabalina 3 femenino                   |
| Laura Schwanger | Atletismo                     | Peso 3 femenino                       |
| Laura Schwanger | Atletismo                     | Pentatlón 3 femenino                  |
| Candace Cable-Brooks | Atletismo                     | 800 m 3 femenino                      |
| Candace Cable-Brooks | Atletismo                     | 1500 m 3 femenino                     |
| Candace Cable-Brooks | Atletismo                     | Maratón 3 femenino                    |
| Patti Egensteiner | Atletismo                     | 800 m B3 femenino                     |
| Patti Egensteiner | Atletismo                     | Salto de longitud B3 femenino         |
| Charla Ramsey | Atletismo                     | 100 m 4 femenino                      |
| Brenda Zajac | Atletismo                     | 200 m 2 femenino                      |
| Patricia Durkin | Atletismo                     | 400 m 3 femenino                      |
| Susan Moucha | Atletismo                     | 800 m C7 femenino                     |
| Tami Oothou | Atletismo                     | Maratón 2 femenino                    |
| Christine Rupert | Atletismo                     | Disco 2 femenino                      |
| Kathryne Lynne Carlton | Atletismo                     | Disco 4 femenino                      |
| Jean Driscoll Candace Cable-Brooks Patricia Durkin Brenda Zajac | Atletismo                     | 4 × 200 m 2-6 femenino                |
| Candace Cable-Brooks Sherry Ann Ramsey Ann Walters Brenda Zajac | Atletismo                     | 4 × 400 m 2-6 femenino                |
| David Osborn | Atletismo                     | 100 m C2 masculino                    |
| David Osborn | Atletismo                     | 200 m C2 masculino                    |
| David Osborn | Atletismo                     | 400 m C2 masculino                    |
| David Osborn | Atletismo                     | 800 m C2 masculino                    |
| Jeff Worthington | Atletismo                     | 400 m 1C masculino                    |
| Jeff Worthington | Atletismo                     | 800 m 1C masculino                    |
| Jeff Worthington | Atletismo                     | 1500 m 1C masculino                   |
| Jeff Worthington | Atletismo                     | 5000 m 1C masculino                   |
| Dennis Oehler | Atletismo                     | 100 m A4A9 masculino                  |
| Dennis Oehler | Atletismo                     | 200 m A4A9 masculino                  |
| Dennis Oehler | Atletismo                     | 400 m A4A9 masculino                  |
| Ronnie Alsup | Atletismo                     | Salto de altura A4A9 masculino        |
| Ronnie Alsup | Atletismo                     | Salto de longitud A4A9 masculino      |
| Richard Ruffalo | Atletismo                     | Disco B1 masculino                    |
| Eric Owens | Atletismo                     | Eslalon C4-5 masculino                |
| James Neppl | Atletismo                     | Peso B1 masculino                     |
| Denton Johnson | Atletismo                     | Peso C5 masculino                     |
| Albert Mead | Atletismo                     | Salto de longitud A2A9 masculino      |
| Randy Dorman | Atletismo                     | 100 m 1C masculino                    |
| Todd Schaffhauser | Atletismo                     | 100 m A2A9 masculino                  |
| Thomas Dietz | Atletismo                     | 400 m C8 masculino                    |
| Rafael Ibarra | Atletismo                     | 800 m 4 masculino                     |
| Carlos Talbott | Atletismo                     | 5000 m B3 masculino                   |
| John Brewer | Atletismo                     | Maratón 1C masculino                  |
| Carlos Talbott | Atletismo                     | Maratón B3 masculino                  |
| Jonathon Puffenberger | Atletismo                     | Maratón 5-6 masculino                 |
| Bart Dodson William Furbish Darrell Ray Jeff Worthington | Atletismo                     | 4 × 100 m 1A-1C masculino             |
| Bart Dodson Russ Monroe Jeff Worthington Dylan Young | Atletismo                     | 4 × 200 m 1A-1C masculino             |
| Cathy Cain Terri Goodknight Susie Grimes Susan Hagel Sharon Hedrick Sharon McCarthy Mary Ann O'Neil Rosanne Poche Pam Stewart Deborah Sunderman Barbara Yos        | Baloncesto en silla de ruedas | Torneo femenino                       |
| Curtis Bell Albert Campos David Efferson David Paul Kiley Joe Manni Edward Owen Mike Schlappi Rick St. John Anardo Valdez Darryl Waller Rod Williams Gary Woodring | Baloncesto en silla de ruedas | Torneo masculino                      |
| Charles Roedelbronn | Halterofilia                  | –75 kg masculino                      |
| Donald Deutsch | Levantamiento de potencia     | –75 kg masculino                      |
| Trischa Zorn | Natación                      | 50 m braza B2 femenino                |
| Trischa Zorn | Natación                      | 100 m braza B2 femenino               |
| Trischa Zorn | Natación                      | 200 m braza B2 femenino               |
| Trischa Zorn | Natación                      | 100 m espalda B2 femenino             |
| Trischa Zorn | Natación                      | 50 m libre B2 femenino                |
| Trischa Zorn | Natación                      | 100 m libre B2 femenino               |
| Trischa Zorn | Natación                      | 400 m libre B2 femenino               |
| Trischa Zorn | Natación                      | 100 m mariposa B2 femenino            |
| Trischa Zorn | Natación                      | 200 m estilos B2 femenino             |
| Trischa Zorn | Natación                      | 400 m estilos B2 femenino             |
| Debra Brandewie | Natación                      | 100 m espalda B3 femenino             |
| Debra Brandewie | Natación                      | 50 m libre B3 femenino                |
| Debra Brandewie | Natación                      | 100 m libre B3 femenino               |
| Debra Brandewie | Natación                      | 400 m libre B3 femenino               |
| Debra Brandewie | Natación                      | 200 m estilos B3 femenino             |
| Debra Brandewie | Natación                      | 400 m estilos B3 femenino             |
| Cynthia Gettinger | Natación                      | 25 m mariposa 2 femenino              |
| Cynthia Gettinger | Natación                      | 50 m braza 2 femenino                 |
| Cynthia Gettinger | Natación                      | 50 m espalda 2 femenino               |
| Cynthia Gettinger | Natación                      | 50 m libre 2 femenino                 |
| Equipo | Natación                      | 4 × 100 m libre B1-B3 femenino        |
| Equipo | Natación                      | 4 × 100 m estilos B1-B3 femenino      |
| James Thompson | Natación                      | 25 m braza 1B masculino               |
| James Thompson | Natación                      | 25 m espalda 1B masculino             |
| James Thompson | Natación                      | 25 m mariposa 1B masculino            |
| James Thompson | Natación                      | 50 m libre 1B masculino               |
| James Thompson | Natación                      | 100 m libre 1B masculino              |
| James Thompson | Natación                      | 75 m estilos 1B masculino             |
| Kevin Sullivan | Natación                      | 25 m mariposa 2 masculino             |
| Kevin Sullivan | Natación                      | 50 m libre 2 masculino                |
| Ian Jaquiss | Natación                      | 50 m braza 3 masculino                |
| Equipo | Natación                      | 3 × 25 m libre 1A-1C masculino        |
| Equipo | Natación                      | 3 × 50 m estilos 2-4 masculino        |
| Michael Dempsey | Tenis de mesa                 | Individual 1A-4 masculino             |
| Terese Terranova | Tenis de mesa                 | Individual 4 femenino                 |
| Jennifer Johnson | Tenis de mesa                 | Individual 2-4 femenino               |
| Equipo | Tenis de mesa                 | Equipo 4 femenino                     |
| Plata |                               |                                       |
| Ann Cody-Morris | Atletismo                     | 800 m 2 femenino                      |
| Ann Cody-Morris | Atletismo                     | 1500 m 2 femenino                     |
| Ann Cody-Morris | Atletismo                     | 5000 m 2 femenino                     |
| Ann Cody-Morris | Atletismo                     | 10 000 m 2 femenino                   |
| Sherry Ann Ramsey | Atletismo                     | 800 m 3 femenino                      |
| Sherry Ann Ramsey | Atletismo                     | 1500 m 3 femenino                     |
| Sherry Ann Ramsey | Atletismo                     | Maratón 3 femenino                    |
| Tracy Miller | Atletismo                     | 1500 m 4 femenino                     |
| Tracy Miller | Atletismo                     | 5000 m 4 femenino                     |
| Tracy Miller | Atletismo                     | Maratón 4 femenino                    |
| Kathryne Lynne Carlton | Atletismo                     | Jabalina 4 femenino                   |
| Kathryne Lynne Carlton | Atletismo                     | Peso 4 femenino                       |
| Kathryne Lynne Carlton | Atletismo                     | Pentatlón 4 femenino                  |
| Sacajuwea Hunter | Atletismo                     | 1500 m A1-3A9L2 femenino              |
| Sacajuwea Hunter | Atletismo                     | 3000 m A1-3A9L2 femenino              |
| Tracy D'Angelo | Atletismo                     | Distancia C1 femenino                 |
| Kathleen Barletta | Atletismo                     | Peso C3 femenino                      |
| Brenda Zajac | Atletismo                     | 100 m 2 femenino                      |
| Tiffani McCoy | Atletismo                     | 200 m C8 femenino                     |
| Patricia Durkin | Atletismo                     | 200 m 3 femenino                      |
| Barbara Buchan | Atletismo                     | 800 m C8 femenino                     |
| Tracy Miller | Atletismo                     | 800 m 4 femenino                      |
| Ann Walters | Atletismo                     | Maratón 2 femenino                    |
| Jean Driscoll Patricia Durkin Kristine Graham Charla Ramsey | Atletismo                     | 4 × 100 m 2-6 femenino                |
| John Anderson | Atletismo                     | 400 m 5-6 masculino                   |
| John Anderson | Atletismo                     | 800 m 5-6 masculino                   |
| John Anderson | Atletismo                     | 10 000 m 5-6 masculino                |
| Douglas Heir | Atletismo                     | Disco 1B masculino                    |
| Douglas Heir | Atletismo                     | Jabalina 1B masculino                 |
| Douglas Heir | Atletismo                     | Peso 1B masculino                     |
| Rene Rivera | Atletismo                     | 200 m C3 masculino                    |
| Rene Rivera | Atletismo                     | 400 m C3 masculino                    |
| John Brewer | Atletismo                     | 800 m 1C masculino                    |
| John Brewer | Atletismo                     | 1500 m 1C masculino                   |
| Andre Asbury | Atletismo                     | 100 m B2 masculino                    |
| Andre Asbury | Atletismo                     | Salto de longitud B2 masculino        |
| Denton Johnson | Atletismo                     | Jabalina C5 masculino                 |
| Denton Johnson | Atletismo                     | Maza C5 masculino                     |
| Leroy Franks | Atletismo                     | Disco B1 masculino                    |
| David Osborn | Atletismo                     | Eslalon C2 masculino                  |
| John Jerome | Atletismo                     | Peso A1-3A9L3 masculino               |
| Richard Ruffalo | Atletismo                     | Peso B1 masculino                     |
| Phillip Laing | Atletismo                     | Peso C3 masculino                     |
| Michael McDevitt | Atletismo                     | Peso C8 masculino                     |
| Arnold Astrada | Atletismo                     | Peso 4 masculino                      |
| Thomas Dietz | Atletismo                     | Salto de longitud C8 masculino        |
| Scott Danberg | Atletismo                     | Jabalina L4 masculino                 |
| Jayesh Amin | Atletismo                     | Precisión C1 masculino                |
| Bart Dodson | Atletismo                     | 100 m 1A masculino                    |
| Brian Pegram | Atletismo                     | 400 m B3 masculino                    |
| Richard Espinosa | Atletismo                     | 400 m 2 masculino                     |
| Keith Pittman | Atletismo                     | 800 m C8 masculino                    |
| Jonathon Puffenberger | Atletismo                     | 10 000 m 5-6 masculino                |
| Tom Foran | Atletismo                     | Maratón 5-6 masculino                 |
| Thomas Dietz Keith Pittman Scott Row Gregoy Taylor | Atletismo                     | 4 × 100 m C7-8 masculino              |
| David Osborn Lee Jonas Phillip Laing Rene Rivera | Atletismo                     | 4 × 100 m 2-6 mixto                   |
| James Henry | Ciclismo en ruta              | Ruta 70 km LC4 masculino              |
| Patricia Baxter Donna Budeau Angie Garlick Karen Helmacy Maureen Ryan April Saunders                                                                               | Golbol                        | Torneo femenino                       |
| Darryl Holden Reni Jackson Jeffrey May George Morris James Neppl Jerry Windell                                                                                     | Golbol                        | Torneo masculino                      |
| Mitchell Strickland | Halterofilia                  | –85 kg masculino                      |
| Kim Brownfield | Halterofilia                  | +95 kg masculino                      |
| Nancy Clarke | Natación                      | 100 m espalda 6 femenino              |
| Nancy Clarke | Natación                      | 100 m libre 6 femenino                |
| Nancy Clarke | Natación                      | 400 m libre 6 femenino                |
| Nancy Clarke | Natación                      | 200 m estilos 6 femenino              |
| Jan Wilson | Natación                      | 100 m braza A2 femenino               |
| Jan Wilson | Natación                      | 100 m libre A2 femenino               |
| Jan Wilson | Natación                      | 100 m mariposa A2 femenino            |
| Arden Adams | Natación                      | 100 m espalda 4 femenino              |
| Arden Adams | Natación                      | 100 m libre 4 femenino                |
| Arden Adams | Natación                      | 400 m libre 4 femenino                |
| Debra Brandewie | Natación                      | 100 m braza B3 femenino               |
| Debra Brandewie | Natación                      | 200 m braza B3 femenino               |
| Judith Smith | Natación                      | 50 m espalda 2 femenino               |
| Judith Smith | Natación                      | 50 m libre 2 femenino                 |
| Pamela Danberg | Natación                      | 50 m braza L2 femenino                |
| Karen Lagrange | Natación                      | 25 m mariposa 2 femenino              |
| Nancy Stewart | Natación                      | 50 m libre L2 femenino                |
| Brian Hudson | Natación                      | 50 m braza B3 masculino               |
| Brian Hudson | Natación                      | 100 m braza B3 masculino              |
| Brian Hudson | Natación                      | 200 m braza B3 masculino              |
| Brian Hudson | Natación                      | 400 m estilos B3 masculino            |
| Michael Doyle | Natación                      | 100 m braza A2 masculino              |
| Michael Doyle | Natación                      | 100 m libre A2 masculino              |
| Michael Doyle | Natación                      | 200 m estilos A2 masculino            |
| John Friedrick | Natación                      | 100 m libre B3 masculino              |
| John Friedrick | Natación                      | 400 m libre B3 masculino              |
| Martin Parker | Natación                      | 400 m libre C3-4 masculino            |
| William Gilly | Natación                      | 25 m mariposa 1A masculino            |
| Jennifer Johnson | Tenis de mesa                 | Individual 3 femenino                 |
| Bronce |                               |                                       |
| Jean Waters | Atletismo                     | 200 m 1C femenino                     |
| Jean Waters | Atletismo                     | 400 m 1C femenino                     |
| Ann Walters | Atletismo                     | 200 m 2 femenino                      |
| Ann Walters | Atletismo                     | 400 m 2 femenino                      |
| Jean Driscoll | Atletismo                     | 200 m 5-6 femenino                    |
| Jean Driscoll | Atletismo                     | 400 m 5-6 femenino                    |
| Maria Hill | Atletismo                     | 400 m 4 femenino                      |
| Maria Hill | Atletismo                     | 1500 m 4 femenino                     |
| Christine Rupert | Atletismo                     | Jabalina 2 femenino                   |
| Christine Rupert | Atletismo                     | Peso 2 femenino                       |
| Mary Thompson | Atletismo                     | 100 m 1C femenino                     |
| Leslie Roth | Atletismo                     | 100 m C7 femenino                     |
| Jacquelyn Payne | Atletismo                     | 200 m C7 femenino                     |
| Sherry Ann Ramsey | Atletismo                     | 200 m 3 femenino                      |
| Charla Ramsey | Atletismo                     | 200 m 4 femenino                      |
| Paige McClean | Atletismo                     | 800 m B2 femenino                     |
| Stephanie Lacour | Atletismo                     | 800 m B3 femenino                     |
| Brenda Zajac | Atletismo                     | 800 m 2 femenino                      |
| Monique Jannette | Atletismo                     | 1500 m 1C femenino                    |
| Lee Graybeal | Atletismo                     | Eslalon C1 femenino                   |
| Deborah Hearn | Atletismo                     | Jabalina C7 femenino                  |
| Lori Bennett | Atletismo                     | Salto de longitud B1 femenino         |
| Darrell Ray | Atletismo                     | 200 m 1C masculino                    |
| Darrell Ray | Atletismo                     | 400 m 1C masculino                    |
| David Larson | Atletismo                     | 100 m C4-5 masculino                  |
| David Larson | Atletismo                     | 400 m C4-5 masculino                  |
| Tyrone Branch | Atletismo                     | 800 m B3 masculino                    |
| Tyrone Branch | Atletismo                     | 1500 m B3 masculino                   |
| Kevin Orr | Atletismo                     | 800 m A1-3A9L2 masculino              |
| Kevin Orr | Atletismo                     | 5000 m A1-3A9L2 masculino             |
| Bart Dodson | Atletismo                     | 1500 m 1A masculino                   |
| Bart Dodson | Atletismo                     | Maratón 1A masculino                  |
| Gabriel Diaz de Leon | Atletismo                     | Disco 1B masculino                    |
| Gabriel Diaz de Leon | Atletismo                     | Peso 1B masculino                     |
| Scott Ison | Atletismo                     | Disco A4A9 masculino                  |
| Scott Ison | Atletismo                     | Peso A4A9 masculino                   |
| Garland Burris | Atletismo                     | Disco B3 masculino                    |
| Eric Owens | Atletismo                     | Disco C4 masculino                    |
| John Jerome | Atletismo                     | Jabalina A1-3A9L3 masculino           |
| Thomas Dietz | Atletismo                     | Peso C8 masculino                     |
| Matthew Bulow | Atletismo                     | Salto de longitud A4A9 masculino      |
| Keith Pittman | Atletismo                     | Salto de longitud C8 masculino        |
| James Osmon | Atletismo                     | Pentatlón B2 masculino                |
| Kevin Saunders | Atletismo                     | Pentatlón 2 masculino                 |
| William Furbish | Atletismo                     | 100 m 1B masculino                    |
| Thomas Dieti | Atletismo                     | 100 m C8 masculino                    |
| Bob Gibson | Atletismo                     | 100 m 2 masculino                     |
| Bruce Froendt | Atletismo                     | 200 m 1B masculino                    |
| Robert Courtney | Atletismo                     | 1500 m 4 masculino                    |
| Leamon Stansell | Atletismo                     | 5000 m B3 masculino                   |
| Mike Trijillo | Atletismo                     | Maratón 2 masculino                   |
| Phil Carpenter | Atletismo                     | Maratón 3 masculino                   |
| Rafael Ibarra | Atletismo                     | Maratón 4 masculino                   |
| Ronnie Alsup Matthew Bulow Rick Hoang Dennis Oehler | Atletismo                     | 4 × 100 m A2A4-7 masculino            |
| Robert Courtney Frank Epperson Bob Gibson Abu Yilla | Atletismo                     | 4 × 100 m 2-6 masculino               |
| Phil Carpenter Robert Courtney Rafael Ibarra Mike Trijillo | Atletismo                     | 4 × 400 m 2-6 masculino               |
| Pier Beltram | Ciclismo en ruta              | Ruta 50 km LC2 masculino              |
| Michael McGilton | Ciclismo en ruta              | Ruta 1500 m triciclo C5-6 masculino   |
| Douglas McDonald | Levantamiento de potencia     | –56 kg masculino                      |
| David Buterbaugh | Levantamiento de potencia     | –67,5 kg masculino                    |
| Lynn Whiteman | Levantamiento de potencia     | –82,5 kg masculino                    |
| Victoria Williams | Natación                      | 200 m libre C4 femenino               |
| Victoria Williams | Natación                      | 400 m libre C3-4 femenino             |
| Debra Brandewie | Natación                      | 50 m braza B3 femenino                |
| Karen Lagrange | Natación                      | 50 m braza 2 femenino                 |
| Stephanie Sloan | Natación                      | 50 m espalda C6 femenino              |
| Nancy Stewart | Natación                      | 50 m espalda L2 femenino              |
| Lena Liebetrau | Natación                      | 100 m espalda 4 femenino              |
| Staci Perrigo | Natación                      | 100 m libre A8 femenino               |
| Jan Wilson | Natación                      | 200 m estilos A2 femenino             |
| William Gilly | Natación                      | 25 m braza 1A masculino               |
| William Gilly | Natación                      | 25 m espalda 1A masculino             |
| Martin Parker | Natación                      | 100 m libre C4 masculino              |
| Martin Parker | Natación                      | 200 m libre C4 masculino              |
| Darron Crouse | Natación                      | 50 m espalda C6 masculino             |
| Jack Krier | Natación                      | 100 m espalda B2 masculino            |
| John Friedrick | Natación                      | 100 m espalda B3 masculino            |
| James Terpenning | Natación                      | 100 m espalda 4 masculino             |
| Rick Ciccotto | Natación                      | 50 m libre 1C masculino               |
| Michael Doyle | Natación                      | 400 m libre A2 masculino              |
| Scott Hager | Natación                      | 25 m mariposa 1A masculino            |
| Brian Hudson | Natación                      | 200 m estilos B3 masculino            |
| Equipo | Natación                      | 4 × 100 m libre B1-B3 masculino       |
| Michael Dempsey | Tenis de mesa                 | Individual 4 masculino                |
| Equipo | Tenis de mesa                 | Equipo 1A masculino                   |
| Michael Stauner | Tiro con arco                 | Doble distancia corta 1A-1C masculino |
| John Allen | Yudo                          | –60 kg masculino                      |
| David McKinley | Yudo                          | –78 kg masculino                      |